# Membrana plasmática

La membrana plasmática, membrana celular, membrana endoplasmática o plasmalema es una capa o bicapa lipídica de fosfolípidos y otras sustancias que delimita toda la célula, dividiendo el medio extracelular del intracelular (citoplasma).

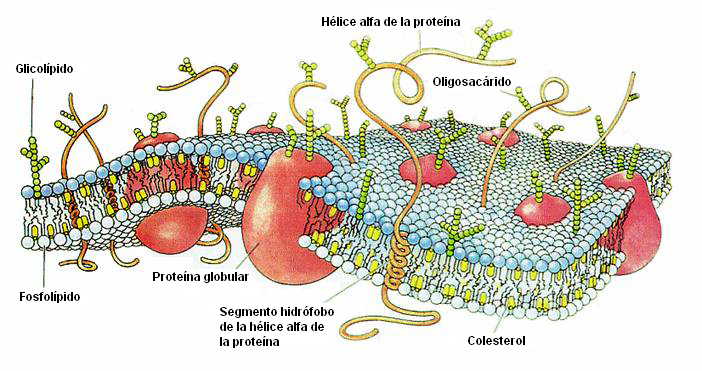
Membrana plasmática eucariota.

Las membranas celulares que componen la célula, incluidas las membranas plasmáticas y las membranas internas eucariotas (como la membrana nuclear), están hechas de glicerofosfolípidos, moléculas compuestas de glicerol, un grupo fosfato y dos cadenas lipídicas (como los ácidos grasos). El glicerol es una molécula de tres carbonos que funciona como el eje central de esta membrana. Se forma una geometría que permite que los glicerofosfolípidos se alineen uno al lado del otro para formar láminas anchas; los glicerofosfolípidos son, con mucho, los lípidos más abundantes en las membranas celulares, y como todos los lípidos, son insolubles en agua, pero su geometría única hace que se agreguen en capas sin ningún aporte de energía.
Tiene una medida aproximada de 7,4 nm (74 Å) y no es visible al microscopio óptico, pero sí al microscopio electrónico y se sitúa bajo  otra capa exterior, denominada pared celular (cuando esta   existe).

## Historia
En 1925, dos científicos holandeses (E. Gorter y R. Grendel), estudiaron la membrana celular y escogieron a los glóbulos rojos debido a que estos no poseen ningún orgánulo membranoso que interfiera con el análisis, descubriendo que la membrana está compuesta por lípidos dispuestos en una capa doble (bicapa).

## Función
En todo tipo de células, la membrana posee en general las siguientes funciones:
- Protección celular del medio externo.
- Anclaje del citoesqueleto.
- Semipermeabilidad, para el intercambio de sustancias.
- Ósmosis, para la difusión pasiva de solutos.
- La membrana permite la unión entre células mediante proteínas especializadas (como las cadherinas), formando tejidos y facilitando la comunicación intercelular directa.
- Otras funciones de acuerdo con el tipo de organismos.

## Tipos de membrana celular
- De acuerdo con su estructura básica, son dos tipos de membrana lipídica, una de ácidos grasos y la otra de isoprenoides:

Estructura de la membrana. Arriba, fosfolípido de arquea: 1, cadenas ramificadas de isopreno; 2, enlaces éter; 3, resto de L-glicerol; 4, grupo fosfato. En el medio, fosfolípido bacteriano o eucariota: 5, cadenas lineales de ácidos grasos; 6, enlaces éster; 7, resto de D-glicerol; 8, grupo fosfato. Abajo: 9, bicapa lipídica bacteriana o eucariota; 10, monocapa lipídica de arqueas extremófilas.

### Bicapa de ácidos grasos
Es la estructura más extendida entre los seres vivos y caracteriza a los organismos eucariotas y bacterias, además de ciertos virus. Están compuestas por fosfolípidos anfipaticos, tienen una cabeza fosfato hidrofílica y una cola hidrofóbica que consiste en dos cadenas de ácidos grasos. Los ácidos grasos están unidos a través de un enlace éster a la cadena principal del sn-glicerol-3-fosfato. La bicapa de ácidos grasos no solo se encuentra en las membranas plasmáticas, también se observa en las membranas de los orgánulos membranosos eucariotas y en la membrana externa adicional de las bacterias gramnegativas.

### Bicapa o monocapa de isoprenoides
Las arqueas tienen una membrana particular. Químicamente está constituida de hidrocarburos isoprenoides unidos mediante un enlace éter a la cadena principal del sn-glicerol-1-fosfato. La membrana puede estar formada por una bicapa de lípidos diéter, pero en arqueas termófilas y en acidófilas puede tratarse de una monocapa de lípidos tetraéter, lo que confiere mayor resistencia a las condiciones extremófilas. Se cree que la membrana de isoprenoides pudo caracterizar al último antepasado común universal, debido a que la biosíntesis de estos hidrocarburos es común en arqueas y algunas bacterias primitivas.
De acuerdo con la complejidad, se puede describir dos tipos de membranas plasmáticas, la eucariota y la procariota:

### Membrana plasmática eucariota
Posee componentes lipídicos adicionales a los fosfolípidos, como los esfingolípidos y el colesterol. Fosfolípidos comunes son la lecitina (fosfatidilcolina) y la cefalina (fosfatidiletanolamina). Hay proteínas que se encuentran atravesando toda la capa de la membrana celular, como las proteínas integrales, glucoproteínas y proteínas periféricas. Otras sustancias presentes pueden ser glúcidos, glicolípidos y glicoproteínas.
Tiene capacidad de invaginación, lo que permite la exocitosis para la excreción y la endocitosis para la ingesta de partículas sólidas (fagocitosis) o líquidas (pinocitosis). Este proceso se relaciona con las vesículas del citosol, las cuales tienen su propia membrana de bicapa lipídica. Esta propiedad de la invaginación, podría estar relacionada con el origen de la célula eucariota, con un rol evolutivo en el origen del núcleo, del sistema endomembranoso y la eventual endosimbiosis que origina las mitocondrias.
La membrana plasmática eucariota posee capacidad de transducción de señal compleja, para responder a las influencias del medio ambiente que les rodea, lo que incluye una gran cantidad de estímulos químicos y señales fisicoquímicas a través de unas pocas cadenas de transducción que ocurre en primer lugar en los receptores celulares.

### Membrana procariota
La membrana celular procariota representa del 20 al 30 % del peso de la célula y se compone aproximadamente de 60 % de fosfolípidos y un 40 % proteínas; aunque puede haber una pequeña cantidad de glucolípidos. Pueden contener hopanoides, que hacen la función del colesterol de las membranas eucarióticas. 
Además de las funciones inherentes a toda membrana plasmática, la membrana procariota interviene en procesos degradativos o catabólicos, pudiendo usar enzimas que al ser excretadas funcionan como exoenzimas. También interviene en procesos biosintéticos o anabólicos, como la síntesis de la pared celular, del glicocálix si fuera el caso y otros componentes. Igualmente, es fundamental en procesos bioenergéticos, como el transporte de electrones, la fosforilación oxidativa y la génesis de ATP. Muchas funciones corresponden a que en los repliegues de la membrana se sitúan las enzimas, así como los pigmentos de los procariontes fotrótofos. La membrana es utilizada como anclajes de diversas estructuras como pili, fimbria y flagelos.
Existe una sola membrana celular en arqueas y bacterias monodérmicas, pero dos membranas celulares en las bacterias didérmicas. El antibiótico polimixina tiene acción contra las bacterias gramnegativas debido a que rompe la estructura de la membrana externa.

## Proteínas dentro de la membrana

La membrana celular, también llamada membrana plasmática, es una bicapa lipídica semipermeable común en todas las células vivas. La cual contiene otras moléculas biológicas diversas, principalmente los fosfolípidos que forman la bicapa y proteínas, implicadas en muchos de los procesos que tienen lugar en ella. También sirve como base para la unión del citoesqueleto y, en su caso, de la pared celular.

Muchas proteínas de membrana están insertas o unidas a la superficie de la bicapa de fosfolípidos de la membrana celular. Las proteínas de la membrana plasmática que llevan carbohidratos unidos a la parte expuesta de la membrana celular se llaman glucoproteínas (gluco viene del término griego que significa “dulce” y se refiere a la parte de los carbohidratos con sus unidades de azúcar).
Las proteínas de membrana pueden clasificarse en cinco grandes categorías basadas en su función: receptoras de reconocimiento, enzimáticas, de unión y de transporte.
Las proteínas de reconocimiento son glucoproteínas que sirven como etiquetas de identificación. Las células de cada individuo llevan glucoproteínas únicas que las identifican como “yo”. Las células del sistema inmunitario ignoran al yo y atacan a las células invasoras, como las bacterias, que tienen diferentes células de reconocimiento en la membrana. Las proteínas de reconocimiento de la superficie de los glóbulos rojos llevan distintos grupos de carbohidratos y determinan si la sangre es tipo O, A, B o AB. Las transfusiones, así como los órganos trasplantados, deben tener glucoproteínas que concuerden con las del receptor para reducir al mínimo los ataques del sistema inmunitario.
Las proteínas enzimáticas catalizan las reacciones químicas que sintetizan o degradan las moléculas biológicas. Aunque muchas enzimas están situadas en el citoplasma, algunas se extienden a la membrana celular y otras están unidas a la superficie de las membranas. Las enzimas de la membrana plasmática incluyen las que sintetizan las proteínas y carbohidratos de la matriz extracelular (una red de fibras de proteínas y glucoproteínas que llena los espacios entre las células animales).
Un grupo variado de proteínas de unión ancla las membranas celulares de diversas maneras. Algunas se extienden por la membrana plasmática y sostienen el citoesqueleto dentro de la célula, con la matriz extracelular fuera, de modo que la célula conserve su lugar en un tejido. Algunas proteínas de unión mantienen la forma de la célula al enlazar la membrana plasmática al citoesqueleto y otras adhieren a la célula y la mueven por las superficies. Otras proteínas de unión establecen conexiones entre células contiguas.
Las proteínas de transporte regulan el movimiento de las moléculas hidrofílicas por la membrana plasmática. Algunas proteínas de transporte, llamadas proteínas de canal, forman canales por cuyos poros centrales las moléculas de agua o iones específicos atraviesan la membrana siguiendo el gradiente de concentración. Otras proteínas de transporte, llamadas proteínas portadoras, tienen lugares de enlace en los que se unen temporalmente a las moléculas en un lado de la membrana. Enseguida, estas proteínas cambian de forma (a veces tomando energía del ATP de la célula), pasan la molécula por la membrana y la depositan del otro lado.

## Uso del término «membrana celular»
La expresión membrana celular se usa con los significados:
- Membrana plasmática, descrita en el presente artículo, es la membrana que siempre envuelve al citoplasma de las células. Aunque el uso de «membrana celular» podría considerarse ilegítimo, está extraordinariamente extendido, sobre todo en los textos de habla inglesa (cell membrane).
- Otras membranas: La célula eucariota posee múltiples membranas debido al sistema endomembranoso, por lo que hablar de membrana celular puede caer en ambigüedad. Las bacterias didérmicas como las gramnegativas poseen dos membranas celulares, por lo que reciben los nombres de la membrana externa y membrana citoplasmática.
- Pared celular, también llamada membrana de secreción, es una cubierta rígida más o menos resistente que cubre a todas o la mayoría de las células de las plantas, hongos, muchas algas y procariontes.

### Origen de la ambigüedad
Durante siglo y medio (c. 1800-c. 1950) la investigación de las células se basó solo en la observación mediante microscopía óptica. Esta no puede, por razones físicas relacionadas con la longitud de onda de la luz, detectar estructuras de menos de 0,25 µm. Se llamó membrana celular al límite de la célula cuando este era distinguible, y este sigue siendo el único uso legítimo de la expresión. En la mayor parte de los casos lo que se observaba era un recubrimiento, más o menos flexible, hecho de polisacáridos, de proteínas o de polímeros mixtos, al que se llama también pared celular. Esta es precisamente la expresión que debe preferirse para eludir la ambigüedad.
A principios del siglo XX, investigaciones experimentales de la fisiología celular condujeron a postular la existencia, en todas las células, de una membrana invisible, a la que se llamó membrana plasmática o citoplasmática, y que debía estar compuesta esencialmente de lípidos. Esta representaba la envoltura del protoplasma, la parte fisiológicamente activada de la célula. Con el uso del microscopio electrónico, pudo observarse por fin la membrana plasmática.